# Список судинних рослин України — губоцвіті
Список місцевих рослин України з порядку губоцвіті є продовженням Списку судинних рослин України. Губоцвіті (Lamiales) в рідній флорі України представлені родинами: глухокропивові (Lamiaceae), пухирникові (Lentibulariaceae), Linderniaceae, маслинові (Oleaceae), вовчкові (Orobanchaceae), подорожникові (Plantaginaceae), ранникові (Scrophulariaceae), вербенові (Verbenaceae).

### Місцеві губоцвіті (Lamiales)
| №   | Вид | Розповсюдження в Україні | Джерело інформації | Родина                       | Зображення |
| --- | --- | --- | ------------------ | ---------------------------- | ---------- |
| 1   | Горлянка ялинкоподібна Ajuga chamaepitys (L.) Schreb., у т. ч. Ajuga chia Schreb. | На сухих вапнякових схилах, покладах, степових схилах, оголеннях — західне Полісся (с. Верба Оваднівського р-ну Волинської обл.), дуже рідко; на півдні Лісостепу, у Степу та Криму, звичайно | [ 2 ]              | Глухокропивові Lamiaceae     |            |
| 2   | Горлянка женевська Ajuga genevensis L. | У лісах, серед чагарників, на лісових узліссях, сухих луках, степових схилах — майже на всій території, на півдні рідко | …                  | …                            |            |
| 3   | Горлянка Лаксмана Ajuga laxmannii (L.) Benth. | На степових схилах, крейдяних і вапнякових оголенням — у Лісостепу та пн. ч. Степу, у передгір'ях Криму | …                  | …                            |            |
| 4   | Горлянка м'яка Ajuga mollis Gladkova | На степових схилах, вапняках — гірський Крим (сх. ч.) | …                  | …                            |            |
| 5   | Горлянка східна Ajuga orientalis L. | На кам'янистих гірських схилах — у гірському Криму | …                  | …                            |            |
| 6   | Горлянка пірамідальна Ajuga pyramidalis L. | Вид перебуває у переліках рослин, які потребують охорони у Львівській області | …                  | …                            |            |
| 7   | Горлянка повзуча Ajuga reptans L. | У лісах, серед чагарників, на вологих луках, трав'янистих схилах — на Закарпатті, зрідка; звичайно у лісових районах, Волинській та 3. Лісостепу; у Правобережному Лісостепу, рідше | …                  | …                            |            |
| 8   | Горлянка верболиста Ajuga salicifolia (L.) Schreb. | На степових схилах — у Криму (Тарханкутський півострів, передгірська частина, м. Алушта), рідко | …                  | …                            |            |
| 9   | М'яточник чорний Ballota nigra L. | Серед чагарників, степовими і кам'янистими схилами і на засмічених місцях — майже по всій території | [ 3 ]              | …                            |            |
| 10  | Буквиця лікарська Betonica officinalis L. | У лісах, серед чагарників, на луках — майже на всій території | [ 4 ]              | …                            |            |
| 11  | Котячий хвіст шандровий Chaiturus marrubiastrum (L.) Ehrh. ex Rchb., syn. Leonurus marrubiastrum L. | На лісових галявинах, серед чагарників, на берегах річок, луках, засмічених місцях — майже на всій території, в Криму дуже рідко (заповідно-мисливське господарство) | [ 5 ]              | …                            |            |
| 12  | Clinopodium acinos (L.) Kuntze, syn. Thymus acinos L. | На полях, степових схилах, лісових галявинах, вапнякових відслоненнях, зрідка як бур'ян в посівах — майже на всій території | [ 6 ]              | …                            |            |
| 13  | Clinopodium alpinum (L.) Kuntze, syn. Thymus alpinus L. | На вапнякових скелях — у Карпатах, рідко (наводиться для гори Петрос на хр. Чорногора і Чивчинських гір, між горами Лоздун і Попадя) | …                  | …                            |            |
| 14  | Clinopodium graveolens (M.Bieb.) Kuntze, syn. Thymus graveolens M.Bieb. | У відкритих кам'янистих місцях — у пд. Криму, нечасто | …                  | …                            |            |
| 15  | Clinopodium nepeta (L.) Kuntze, syn. Melissa nepeta L., Calamintha largiflora Klokov, Calamintha macra Klokov | У вапняково-кам'янистих місцях — на ПБК | …                  | …                            |            |
| 16  | Пахучка звичайна Clinopodium vulgare L. | На узліссях листяних і змішаних лісів серед чагарників — майже на всій території, крім півдня Степу | …                  | …                            |            |
| 17  | Clinopodium grandiflorum (L.) Kuntze, syn. Melissa grandiflora L. | У букових, буково-грабових, буководубових лісах на їх узліссях та галявинах — у гірському Криму | [ 7 ]              | …                            |            |
| 18  | Пахучка чебрецелиста Clinopodium serpyllifolium (M.Bieb.) Kuntze, syn. Nepeta serpyllifolia M.Bieb. | На скелях — у Криму (пд-зх. ч.), особливо в ок. м. Бахчисарая. У ЧКУ має статус «рідкісний» | …                  | …                            |            |
| 19  | Clinopodium menthifolium (Host) Merino, syn. Calamintha menthifolia Host | У листяних лісах — у Правобережному Лісостепу, дуже рідко (Медведівський ліс та Холодноярське лісництво Чигиринського р-ну Черкаської обл.) | [ 8 ]              | …                            |            |
| 20  | Маточник австрійський Dracocephalum austriacum L. | На кам'янистих місцях, вапнякових схилах серед лісу — у Розточчі-Опіллі, 3. Лісостепу, дуже рідко. У ЧКУ має статус «вразливий» | [ 9 ]              | …                            |            |
| 21  | Маточник вузьколистий Dracocephalum ruyschiana L. | У лісах та чагарниках — на Поліссі та Лісостепу. У ЧКУ має статус «неоцінений» | …                  | …                            |            |
| 22  | Маточник чебрецевий Dracocephalum thymiflorum L. | На полях, відкритих засмічених місцях, степових схилах, лісових галявинах — у Лісостепу (схід), Степу (північний схід), в інших районах трапляється як занесений | …                  | …                            |            |
| 23  | Жабрій дводільний Galeopsis bifida Boenn. | На лісових галявинах, серед чагарників, як бур'ян на полях, на засмічених місцях — майже на всій території, в Степу рідко | [ 10 ]             | …                            |            |
| 24  | Жабрій польовий Galeopsis ladanum L. | На полях, часто як пожнивний бур'ян — на всій території | …                  | …                            |            |
| 25  | Жабрій пухнастий Galeopsis pubescens Besser | На лісових галявинах, серед чагарників, як бур'ян на полях і засмічених місцях — у Закарпатті, лісових районах в Лісостепу | …                  | …                            |            |
| 26  | Жабрій строкатий Galeopsis speciosa Mill. | На лісових узліссях і галявинах, як бур'ян у посівах і в засмічених місцях — майже на всій території | …                  | …                            |            |
| 27  | Жабрій звичайний Galeopsis tetrahit L. | У лісах, серед чагарників, на засмічених місцях — у Закарпатті, Правобережних лісових і лісостепових районах | …                  | …                            |            |
| 28  | Розхідник звичайний Glechoma hederacea L. | На лісових галявинах, серед чагарників, на городах, на луках — на всій території | [ 9 ]              | …                            |            |
| 29  | Розхідник шорсткий Glechoma hirsuta Waldst. & Kit. | У лісах і чагарниках — майже на всій території, у Степу зустрічається рідше, на півдні зникає | …                  | …                            |            |
| 30  | Гісоп лікарський Hyssopus officinalis L., у т. ч. Hyssopus cretaceus Dubj. | У садах та на городах — на всій території. У ЧКУ має статус «неоцінений» | [ 6 ]              | …                            |            |
| 31  | Lamium caucasicum Grossh. | Наводиться для Криму за достовірними зборами В.М. Косих з Чатирдагу | [ 11 ]             | …                            |            |
| 32  | Глуха кропива біла Lamium album L. | Серед чагарників, на засмічених місцях — у більшості районів; відсутня на півдні Степу та в Криму, за винятком ПБК, де дуже рідкісна | [ 10 ]             | …                            |            |
| 33  | Глуха кропива стеблообгортна Lamium amplexicaule L., у т. ч. Lamium paczoskianum Vorosch. | На полях, городах, у садах — на Закарпатті, Поліссі, Лісостепу, по всьому Криму | …                  | …                            |            |
| 34  | Lamium galeobdolon (L.) L. | У лісах, серед чагарників — майже на всій території, крім степових районів і Криму | …                  | …                            |            |
| 35  | Глуха кропива гола Lamium glaberrimum (K.Koch) Taliev | На кам'янистих осипах, лісових галявинах — у гірському Криму (західні яйли та Чатирдаг), рідко. У ЧКУ має статус «рідкісний» | …                  | …                            |            |
| 36  | Глуха кропива плямиста Lamium maculatum (L.) L. | У лісах, серед чагарників, як бур'ян садів та городів — у б. ч. території, крім пд. ч. Степу; у Криму у лісостепових та гірських районах | …                  | …                            |            |
| 37  | Глуха кропива пурпурова Lamium purpureum L. | У чагарниках, лісах, як бур'ян на полях, городах, садах — майже на всій території | …                  | …                            |            |
| 38  | Собача кропива звичайна Leonurus cardiaca L. | У засмічених місцях — у Закарпатті, Лісостепу і Степу, розсіяно | [ 3 ]              | …                            |            |
| 39  | Собача кропива сизувата Leonurus glaucescens Bunge | У засмічених місцях, кам'янистих схилах — на півдні Лісостепу і в Степу, розсіяно | …                  | …                            |            |
| 40  | Собача кропива п'ятилопатева Leonurus quinquelobatus Gilib., syn. Leonurus villosus Desf. ex d'Urv. | У засмічених місцях — на всій території, звичайно | …                  | …                            |            |
| 41  | Вовконіг європейський Lycopus europaeus L. | На болотах, заплавних луках, берегах річок, у вільшанниках — на всій території | [ 12 ]             | …                            |            |
| 42  | Вовконіг високий Lycopus exaltatus L.f. | На болотах, заплавних луках, на берегах водойм, серед чагарників, на вологих місцях — на всій території | …                  | …                            |            |
| 43  | Шандра кримська Marrubium leonuroides Desr. | На кам'янистих схилах — у Криму (ок. м. Судака) | [ 13 ]             | …                            |            |
| 44  | Шандра чужоземна Marrubium peregrinum L., syn. Marrubium praecox Janka | На приморських косах, сухих степових схилах, у засмічених місцях — у злаковому й полинному Степу, Кримському передгір'ї, зх. і сх. ч. ПБК | …                  | …                            |            |
| 45  | Шандра звичайна Marrubium vulgare L. | На кам'янистих оголеннях, бур'янах, іноді як бур'ян у посівах, біля доріг — на всій території, але розсіяно | …                  | …                            |            |
| 46  | Шандра південна Marrubium pestalozzae Boiss. | У Лісостепу (південь), Степу та Криму | [ 11 ]             | …                            |            |
| 47  | Кадило звичайне Melittis melissophyllum L., у т. ч. Melittis carpatica Klokov, Melittis sarmatica Klokov | У гірських букових та ялинових лісах, у широколистяних та змішаних лісах — Карпати, Розточчя-Опілля, 3. та Правобережне Полісся, 3. та Правобережний Лісостеп | [ 14 ]             | …                            |            |
| 48  | М'ята водяна Mentha aquatica L. | На берегах водойм та у воді на мулуватих ґрунтах — майже на всій території; у Криму дуже рідко (на схід від Сімферополя), на ПБК (над Ялтою, біля оз. Караголь) | [ 15 ]             | …                            |            |
| 49  | М'ята польова Mentha arvensis L. | На берегах водойм, у заплавних лісах та на луках, іноді як бур'ян — майже на всій території, у Криму рідко (по руслу р. Біюк-Карасу) | [ 12 ]             | …                            |            |
| 50  | М'ята дрібноцвіта Mentha micrantha (Fisch. ex Benth.) Heinr.Braun | У степових подах і западинах — у Лівобережному злаковому степу (Херсонська обл.) | …                  | …                            |            |
| 51  | М'ята блошина Mentha pulegium L. | На берегах водойм, на заплавних луках — на Закарпатті, 3. Лісостепу, Степу (на заході), Криму (по руслу р. БіюкКарасу), зрідка | …                  | …                            |            |
| 52  | М'ята довголиста Mentha longifolia (L.) L. | На берегах водойм, на вологих місцях, іноді культивують — передусім у Карпатах, на Правобережжі, звичайно; у Криму, на Лівобережжі, рідко | [ 16 ]             | …                            |            |
| 53  | М'ята колосиста Mentha spicata L. | На берегах річок, на луках — у дикому стані, можливо, у пд. ч. Криму (вздовж течії р. Біюк-Карасу) | …                  | …                            |            |
| 54  | Котяча м'ята справжня Nepeta cataria L. | У чагарниках, на лісових галявинах, схилах, засмічених місцях, уздовж доріг — на всій території | [ 13 ]             | …                            |            |
| 55  | Котяча м'ята великоцвіта Nepeta grandiflora M.Bieb. | У лісах — у Лісостепу (ок. м. Охтирка Сумської обл.); потребує підтвердження | …                  | …                            |            |
| 56  | Котяча м'ята гола Nepeta nuda L. | На лісових галявинах, у чагарниках, на схилах — майже на всій території, крім Карпат, але зростає в Закарпатті | …                  | …                            |            |
| 57  | Nepeta ucranica M.Bieb., у т. ч. Nepeta parviflora M.Bieb. | У степах, на відслоненнях — у Лісостепу, Степу, Криму | …                  | …                            |            |
| 58  | Материнка звичайна Origanum vulgare L. | На лісових галявинах і узліссях, серед чагарників, на схилах — майже на всій території | [ 17 ]             | …                            |            |
| 59  | Залізняк козацький Phlomis herba-venti L., у т. ч. Phlomis pungens Willd., Phlomis taurica Hartwiss ex Bunge | У Лісостепу (пд. ч.), Степу, Криму | [ 14 ]             | …                            |            |
| 60  | Phlomoides hybrida (Zelen.) Kamelin & Makhm., syn. Phlomis hybrida Zelen. | На степових схилах — у Степу (Злаковому та Полинному), Кримському Лісостепу та Степу, зрідка | [ 14 ]             | …                            |            |
| 61  | Phlomoides tuberosa (L.) Moench, syn. Phlomis tuberosa L., Phlomis scythica Klokov & Des.-Shost. | На лісових галявинах, узліссях, степових схилах — в б. ч. території, крім гірських районів та пн. Полісся. У ЧКУ має статус «вразливий» | [ 18 ]             | …                            |            |
| 62  | Суховершки кінчасті Prunella laciniata (L.) L. | На лісових галявинах, суходільних луках — у Закарпатті, ок. Вінниці, гірському Криму | [ 19 ]             | …                            |            |
| 63  | Суховершки великоцвіті Prunella grandiflora (L.) Turra | На лісових галявинах, степових схилах, кам'янистих відслоненнях — у лісових районах, Лісостепу, Степу (розсіяно), горах Криму | [ 14 ]             | …                            |            |
| 64  | Суховершки звичайні Prunella vulgaris L. | У лісах, на луках, іноді як бур'ян — майже на всій території | …                  | …                            |            |
| 65  | Шавлія ведмеже вухо Salvia aethiopis L. | У степах, на оголеннях, яйлах, як бур'ян на полях — у пд. ч. Лісостепу, рідко; у Степу та Криму, звичайно | [ 20 ]             | …                            |            |
| 66  | Шавлія гайова Salvia nemorosa L. | У степах, на степових схилах, суходільних луках і лісових узліссях, біля доріг — на всій території | …                  | …                            |            |
| 67  | Шавлія поникла Salvia nutans L., syn. Salvia cremenecensis Besser | На вапнякових та крейдяних відслоненнях, у степах — у Лісостепу, Степу, до передгір'їв Криму. У ЧКУ має статус «рідкісний» | …                  | …                            |            |
| 68  | Шавлія коростянколиста Salvia scabiosifolia Lam. | На кам'янистих крейдяних, мергелистих і вапнякових схилах — у передгір'ях Криму (поблизу Сімферополя, Білогірська та Старого Криму), східна частина ПБК (смт Судак, Феодосія і масив Карадаг). У ЧКУ має статус «неоцінений»                                                                       | …                  | …                            |            |
| 69  | Шавлія мускатна Salvia sclarea L. | На кам'янистих схилах, іноді як бур'ян у садах, на полях — у пд. Криму | …                  | …                            |            |
| 70  | Шавлія великоцвіта Salvia tomentosa Mill. | На кам'янистих схилах, оголеннях, осипах, у світлих лісах — у гірському Криму; зазвичай на ПБК, в інших районах зрідка | …                  | …                            |            |
| 71  | Шавлія кільчаста Salvia verticillata L. | На схилах, уздовж доріг, іноді як бур'ян на полях — на всій території; на Поліссі, зрідка | …                  | …                            |            |
| 72  | Шавлія прутяна Salvia virgata Jacq. | На сухих кам'янистих схилах, лісових галявинах, у розріджених лісах, зрідка біля доріг — у гірському Криму та на Тарханкутському півострові, досить звичайно, але передусім на ПБК | …                  | …                            |            |
| 73  | Шавлія чубата Salvia viridis L. | На кам'янистих схилах, передусім на вапняковому ґрунті, іноді як бур'ян у посівах — у всьому Криму, звичайно; заноситься і на північ (Сумська обл., ок. м. Глухова) | …                  | …                            |            |
| 74  | Шавлія австрійська Salvia austriaca Jacq. | У степах, на лісових галявинах, луках — у пд. ч. Лісостепу і Степу, нечасто; трапляється також у передгірській і гірській частинах Криму | [ 4 ]              | …                            |            |
| 75  | Шавлія липка Salvia glutinosa L. | У лісах, серед чагарників — головним чином у зх. ч. (на схід до м. Умані), і навіть у гірських лісах Криму | …                  | …                            |            |
| 76  | Шавлія заростева Salvia dumetorum Andrz. ex Besser, у т. ч. Salvia stepposa Des.-Shost. | У степах, серед чагарників — у Лісостепу, Степу (Лівобережжя), на Поділлі та Волині; наводиться також для Розточчя-Опілля | [ 7 ]              | …                            |            |
| 77  | Шавлія лучна Salvia pratensis L. | На сухих луках, лугових степах, лісових галявинах, серед чагарників, біля доріг — у б. ч. території, у лісових та лісостепових районах, звичайно; у степових, рідко | …                  | …                            |            |
| 78  | Шавлія вербенова Salvia verbenaca L. | На сухих схилах, галявинах, бур'янах — на ПБК (від Форосу до Никитського ботанічного саду) | …                  | …                            |            |
| 79  | Чабер садовий Satureja hortensis L. | У садах та городах — на всій території; у Криму рідний вид | [ 7 ]              | …                            |            |
| 80  | Чабер кримський Satureja taurica Velen. | На сухих кам'янистих схилах — у Криму в передгір'ях, на Тарханкутському півострові, ПБК (ок. смт Судака), досить рідко | …                  | …                            |            |
| 81  | Шоломниця білувата Scutellaria albida L., у т. ч. Scutellaria woronowii Juz. | У лісах — у гірському Криму (під Ялтою, Верхня Масандра, гора Ай-Петрі), зрідка | [ 13 ]             | …                            |            |
| 82  | Шоломниця висока Scutellaria altissima L. | У лісах та чагарниках — у Лісостепу, Степу, до південного кордону яружних лісів; розсіяно у гірському Криму | …                  | …                            |            |
| 83  | Шоломниця списолиста Scutellaria hastifolia L., syn. Scutellaria dubia Taliev & Sirj. | На заплавних луках, у вільшняках, вологих чагарниках — майже на всій території, у Криму відсутній | …                  | …                            |            |
| 84  | Scutellaria supina L., у т. ч. Scutellaria creticola Juz., Scutellaria verna Besser | На вапнякових сланцевих і крейдяних відслоненнях — на північному сході, у західному лісостепу, рідше в правобережного лісостепу та злаковому степу. У ЧКУ має статус «неоцінений» | [ 21 ]             | …                            |            |
| 85  | Шоломниця звичайна Scutellaria galericulata L. | На заплавних луках, на берегах водойм, у вільшаниках — майже по всій території, у Криму відсутня | …                  | …                            |            |
| 86  | Шоломниця східна Scutellaria orientalis L. | На кам'янистих схилах та оголеннях — у гірському Криму | …                  | …                            |            |
| 87  | Sideritis ajpetriana Klokov | Крим (від передгір'я до Південного берега), ймовірно, входить до складу Sideritis syriaca L. | [ 11 ]             | …                            |            |
| 88  | Sideritis atrinervia Klokov | Крим (від передгір'я до Південного берега), ймовірно, входить до складу Sideritis syriaca L. | [ 11 ]             | …                            |            |
| 89  | Загойник тарілчастий Sideritis catillaris Juz. | На яйлі на кам'янистих сухих схилах, на вапнякових оголеннях, скелях, галявинах і в букових лісах — у гірському Криму (центральна сх. ч., зазвичай; зх. ч., рідко) | [ 13 ]             | …                            |            |
| 90  | Загойник звичайний Sideritis montana L., у т. ч. Sideritis comosa (Rochel ex Benth.) Stankov | На кам'янистих місцях, степах, схилах гір, бур'ян у посівах — у Закарпатті рідко, у Лісостепу (півд. ч.), Степу та Криму | …                  | …                            |            |
| 91  | Загойник кримський Sideritis taurica Stephan ex Willd. | На кам'янистих схилах — у гірському Криму (зх. ч. та в районі Сімферополя) | …                  | …                            |            |
| 92  | Чистець гірський Stachys alpina L. | У букових і ялинково-букових лісах — у Закарпатті, Карпатах, Прикарпатті, Розточчі | [ 3 ]              | …                            |            |
| 93  | Чистець вузьколистий Stachys angustifolia M.Bieb. | На кам'янистих відслоненнях — у Правобережному Степу, рідко і виключно на граніті (Миколаївська область, місто Вознесенськ); на ПБК від Ялти до Планерського, зрідка. У ЧКУ має статус «рідкісний»                                                                                                 | …                  | …                            |            |
| 94  | Чистець німецький Stachys germanica L., у т. ч. Stachys heterodonta Zefir. | На лісових галявинах, серед чагарників, на трав'янистих і кам'янистих схилах, іноді як бур'ян; зрідка культивується — майже на всій території, у Степу рідко; декоративний | …                  | …                            |            |
| 95  | Чистець болотяний Stachys palustris L. | На луках, на берегах водойм, болотах, як бур'ян у посівах і на городах — на всій території, досить звичайно; у Криму рідко | …                  | …                            |            |
| 96  | Чистець лісовий Stachys sylvatica L. | У лісах серед чагарників — майже на всій території; у Степу зрідка | …                  | …                            |            |
| 97  | Чистець однорічний Stachys annua (L.) L., у т. ч. Stachys pubescens Ten. | У лісосмугах; адвентивна рослина — у Лівобережному Лісостепу (село Малі Будища Зіньківського району Полтавської області) | [ 4 ]              | …                            |            |
| 98  | Чистець остисточашечковий Stachys atherocalyx K.Koch | На кам'янистих степах і стінних схилах — у Причорномор'ї, Криму (в лісостеповій та передгірній частинах) | …                  | …                            |            |
| 99  | Чистець південний Stachys cretica L., у т. ч. Stachys velata Klokov | На кам'янистих місцях — у всьому Криму, звичайно | …                  | …                            |            |
| 100 | Чистець грузинський Stachys iberica M.Bieb. | На приморських обривах і гірських схилах — у пд. Криму | …                  | …                            |            |
| 101 | Чистець прямий Stachys recta L. | На лугових степах, степових схилах, кам'янистих відслоненнях, на узліссях і галявинах, листяних і змішаних лісів — у пн.-зх. і пн. частинах, нерідко | …                  | …                            |            |
| 102 | ?Teucrium botrys L. | Прикарпаття, але вказівки сумнівні | [ 11 ]             | …                            |            |
| 103 | Teucrium capitatum L. | ? | [ 22 ]             | …                            |            |
| 104 | Самосил звичайний Teucrium chamaedrys L. | На сухих схилах, скелях та осипах, на степах і серед чагарників — на всій території, звичайно | [ 21 ]             | …                            |            |
| 105 | Самосил кримський Teucrium krymense Juz. | У лісах, горах, на схилах — у Криму | …                  | …                            |            |
| 106 | Самосил часниковий Teucrium scordium L., у т. ч. Teucrium scordioides Schreb. | На заплавних луках, берегах річок і боліт — у Лісостепу, Степу, зрідка на Поліссі, головним чином на Лівобережжі | …                  | …                            |            |
| 107 | Самосил гірський Teucrium montanum L., у т. ч. Teucrium jailae Juz., Teucrium pannonicum A.Kern. | На вапнякових і кам'янистих відслоненнях — у Тернопільській та Рівненській областях | [ 2 ]              | …                            |            |
| 108 | Thymus jankae Čelak. | Наводиться для Закарпаття (Чорна Гора в околицях м. Виноградова) | [ 11 ]             | …                            |            |
| 109 | Чебрець альпійський Thymus alpestris (Čelak.) Tausch ex A.Kern. | На гірських кам'янистих схилах і полонинах — у Карпатах у субальпійському поясі на висоті 1000–1500 м н.р.м. | [ 12 ]             | …                            |            |
| 110 | Чебрець Дзевановського Thymus dzevanovskyi Klokov & Des.-Shost. | На гірських схилах та луках — у Криму (передгір'я, гірські плато) | …                  | …                            |            |
| 111 | Чебрець паннонський Thymus pannonicus All., syn. Thymus marschallianus Willd. | На лугових степах, по узліссях лісів, на схилах — у Лісостепу та Степу, часто; в Криму заносне | …                  | …                            |            |
| 112 | Чебрець широколистий Thymus pulegioides L. | На лісових галявинах, у горах і на рівнині — на Закарпатті, у Карпатах, Прикарпатті, Поліссі та на півночі Лісостепу | …                  | …                            |            |
| 113 | Чебрець почерговоопушений Thymus alternans Klokov | На лісових галявинах, серед чагарників, на суходілових луках — у Карпатах (у нижньому лісовому поясі та передгір'ї) | [ 23 ]             | …                            |            |
| 114 | Чебрець дніпровський Thymus borysthenicus Klokov & Des.-Shost. | На річкових пісках — у Степу (по Нижньому Дніпру від Запоріжжя до гирла) | [ 17 ]             | …                            |            |
| 115 | Чебрець вапняковий Thymus calcareus Klokov & Des.-Shost., у т. ч. Thymus kalmiussicus Klokov & Des.-Shost. | На оголеннях різних субстратів — вапняках, крейдах, гранітах та ін. — у Лісостепу, Степу. У ЧКУ має статус «недостатньо відомий» | …                  | …                            |            |
| 116 | Чебрець Калльє Thymus callieri Borbás ex Velen. | На сухих схилах гір і плато — у Криму | …                  | …                            |            |
| 117 | Чебрець молдавський Thymus moldavicus Klokov & Des.-Shost. | На вапняках, гіпсах, крейдах і черепашникових пісках — у Правобережному і Кримському злакових степах | …                  | …                            |            |
| 118 | Чебрець Палляса Thymus pallasianus Heinr.Braun | На річкових пісках — у півд. ч. Лісостепу і півн. ч. Степу, часто | …                  | …                            |            |
| 119 | Чебрець найгарніший Thymus pulcherrimus Schur | На субальпійських луках і відслоненнях — у Карпатах | …                  | …                            |            |
| 120 | Чебрець повзучий Thymus serpyllum L. | На пісках, рідше на гранітах — на Поліссі та Волинському Лісостепу | …                  | …                            |            |
| 121 | Чебрець кримський Thymus tauricus Klokov & Des.-Shost. | На відслоненнях вапняків, мергелів, доломітів — у гірському Криму | …                  | …                            |            |
| 122 | Чебрець Дідуха Thymus didukhii V.M.Ostapko | Населяє петрофітні степи, крейдяні відслонення на схилах південної експозиції | [ 24 ]             | …                            |            |
| 123 | Чебрець Кондратюка Thymus kondratjukii V.M.Ostapko | Населяє відслонення крейди — росте на південному сході України (дуже рідко) | [ 24 ]             | …                            |            |
| 124 | Чебрець гладенький Thymus glabrescens Willd., syn. Thymus odoratissimus Mill. | У Західному Поліссі (південь), Західному та Правобережному Лісостепу (західна частина); наводиться також для Карпат | [ 11 ]             | …                            |            |
| 125 | Чебрець киргизький Thymus kirgisorum Dubj. | ? | [ 25 ]             | …                            |            |
| 126 | ?Thymus roegneri K.Koch | Крим, імовірно синонімічний таксон | [ 26 ]             | …                            |            |
| 127 | Авраамове дерево невинне Vitex agnus-castus L. | На берегах моря та приморських річок — у пд. Криму (долина р. Ласпі, Ялта, Алушта, Судак) | [ 27 ]             | …                            |            |
| 128 | Духмянка голівчаста Ziziphora capitata L. | На кам'янистих та степових схилах — у передгір'ях та на ПБК, до 300—400 м н. р. м., досить звичайно | [ 7 ]              | …                            |            |
| 129 | Духмянка перська Ziziphora persica Bunge | На сухих кам'янистих чи лісових схилах — у Кримському Лісостепу, зрідка (села Верхньокурганне та Мальовниче Сімферопольського р-ну; с. Полюшка Севастопольської міськради) | …                  | …                            |            |
| 130 | Духмянка кримська Ziziphora taurica M.Bieb. | На сухих гірських схилах, приморських пісках — у Криму, сх. ч. передгір'я (від Білогірська до Старого Криму), на ПБК (від Сонячногірського до Планерського), Керченському півострові, досить рідко                                                                                                 | …                  | …                            |            |
| 131 | Духмянка тонка Ziziphora tenuior L. | На гранітних відслоненнях, приморських пісках — у Степу (приазовська частина), передгір'ях Криму, на ПБК, а також на Керченському півострові, зрідка | …                  | …                            |            |
| 132 | Товстянка альпійська Pinguicula alpina L. | На скелях, торфовищах в альпійському та субальпійському поясах — у Карпатах (Закарпатська обл., Рахівський р-н, хр. Чорногора, гори Говерла, Петрос, хр. Свидовець, гора Близниця). У ЧКУ має статус «вразливий»                                                                                   | [ 28 ]             | Пухирникові Lentibulariaceae |            |
| 133 | Товстянка звичайна Pinguicula vulgaris L., syn. Pinguicula bicolor Wol. | На мохових болотах та болотистих луках — у Карпатах, Прикарпатті, Розточчі-Опіллі (Кременець), 3. Поліссі, Правобережному Лісостепу (Поділля, Хмельницька обл., м. Летичів). У ЧКУ має статус «зникаючий»                                                                                          | …                  | …                            |            |
| 134 | Пухирник середній Utricularia intermedia Hayne | На торф'яних болотах — на Поліссі та Лівобережному Лісостепу (ок. Харкова, м. Готвальда). У ЧКУ має статус «вразливий» | [ 29 ]             | …                            |            |
| 135 | Пухирник малий Utricularia minor L. | У стоячих водах, канавах, на болотах — на Поліссі (на заході), Лісостепу, розсіяно; у Степу (на півночі — у пониззі р. Червоної). У ЧКУ має статус «вразливий» | [ 28 ]             | …                            |            |
| 136 | Пухирник звичайний Utricularia vulgaris L. | У стоячій воді, на болотах — майже на всій території, але на півдні рідко; у Криму тільки в горах (в Алуштинському р-ні та Бешуйському лісництві) | [ 30 ]             | …                            |            |
| 137 | Коробчанка простерта Lindernia procumbens (Krock.) Philcox | У вологих місцях, на берегах річок, боліт і в канавах, розсіяно — у Закарпатті, Поліссі, Лісостепу і Степу (Херсонська область, Асканія-Нова) | [ 31 ]             | Linderniaceae                |            |
| 138 | Ясен вузьколистий Fraxinus angustifolia Vahl, у т. ч. Fraxinus oxycarpa M.Bieb. ex Willd., Fraxinus syriaca Boiss. | У лісах, гаях, серед чагарників — у Криму та Закарпатті | [ 32 ]             | Маслинові Oleaceae           |            |
| 139 | Ясен звичайний Fraxinus excelsior L., у т. ч. Fraxinus coriariifolia Scheele | У широколистяних лісах, гаях, по долинах річок, у балках, улоговинах — у лісових районах, Лісостепу, гірському Криму; культивують у парках, садах, на всій території | [ 33 ]             | …                            |            |
| 140 | Ясен білоцвітий Fraxinus ornus L. | В Україні відоме природне оселище виду в Закарпатті на пд. схилі г. Чорна Гора біля м. Виноградово. У ЧКУ має статус «рідкісний» | ЧКУ                | …                            |            |
| 141 | Fraxinus pallisiae Wilmott | ? | [ 34 ]             | …                            |            |
| 142 | Chrysojasminum fruticans (L.) Banfi, syn. Jasminum fruticans L. | У світлих лісах, особливо ялівцево-дубових, серед чагарників, на сухих схилах та скелях, осипах — у гірському та південному Криму, культивують у садах та парках | [ 35 ]             | …                            |            |
| 143 | Бирючина звичайна Ligustrum vulgare L. | У лісах, серед чагарників, на кам'янистих оголеннях, схилах, у садах, парках — на Закарпатті, на півдні Леостепу та Степу, у Криму, особливо часто гірській частині; культивують по всій території                                                                                                 | [ 35 ]             | …                            |            |
| 144 | Бузок карпатський Syringa josikaea J.Jacq. ex Rchb. | Серед чагарників, у лісах, на кам'янистих схилах, вздовж гірських річок, струмків — у Карпатах; культивують у садах, парках, скверах на всій території. У ЧКУ має статус «вразливий» | [ 36 ]             | …                            |            |
| 145 | Бартсія альпійська Bartsia alpina L. | У високогірному поясі Карпат (Чорногора) | [ 37 ]             | Вовчкові Orobanchaceae       |            |
| 146 | Повстянка дніпровська Cymbaria borysthenica Pall. ex Schltdl., syn. Cymbochasma borysthenica (Pall. ex Schltdl.) Klokov | У кам'янистих місцях, на схилах та у степах — у Степу (у Дніпропетровській, Запорізькій, Одеській, Миколаївській, Херсонській, Донецькій областях), пн. Криму, Присивашші (ок. с. Войково). У ЧКУ має статус «рідкісний»                                                                           | [ 37 ]             | …                            |            |
| 147 | Euphrasia chitrovoi Tzvelev | ? | [ 38 ]             | …                            |            |
| 148 | Очанка хорватська Euphrasia liburnica Wettst. | Крим | [ 39 ]             | …                            |            |
| 149 | Очанка найменша Euphrasia minima Jacq. ex DC. | ? | [ 40 ]             | …                            |            |
| 150 | Euphrasia slovaca (Yeo) Holub | ? | [ 41 ]             | …                            |            |
| 151 | Очанка гайова Euphrasia nemorosa (Pers.) Wallr., у т. ч. Euphrasia coerulea Tausch | На луках і в горах — у Закарпатті, Карпатах та Прикарпатті | [ 42 ]             | …                            |            |
| 152 | Очанка гребеняста Euphrasia pectinata Ten., у т. ч. Euphrasia irenae Juz. | На степах, степових схилах і серед чагарників — у Лісостепу та Степу (у пн.-сх. ч.), звичайно | …                  | …                            |            |
| 153 | Очанка барвиста Euphrasia picta Wimm., у т. ч. Euphrasia kerneri Wettst. | На гірських луках — у Карпатах (гори Чорногора, Менчул, Свидовець, Воловець, полонина Рівна) | …                  | …                            |            |
| 154 | Euphrasia micrantha Rchb., syn. Euphrasia parviflora Schag., Euphrasia glabrescens (Wettst.) Wiinst. | На луках та в горах — у Закарпатській обл. (Боржавські полонини, гора Томнатік, Свалявський р-н, с. Керецький), рідко; в Прикарпатті, Опіллі, на Поліссі та в Лісостепу, часто | …                  | …                            |            |
| 155 | Очанка випрямлена Euphrasia stricta J.P.Wolff ex J.F.Lehm. | У лісах, узліссях, серед чагарників, сухими схилами, сосновими борами — на б.-ч. території, крім Криму; на півдні Степу, рідко (Херсонська обл., Олешківські піски) | …                  | …                            |            |
| 156 | Очанка татранська Euphrasia tatrae Wettst. | У високогірному поясі на скелях — у Карпатах, Закарпатській обл. (гори Свидовець, Чорногора, Мармарошські Альпи, Петрос, Говерла, Герешаска, полонина Рівна) | …                  | …                            |            |
| 157 | Очанка кримська Euphrasia taurica Ganesch. | На кам'янистих і скелястих схилах яйли — у Криму, часто | …                  | …                            |            |
| 158 | Очанка шорсткувата Euphrasia hirtella Jord. ex Reut. | На луках, лісових галявинах та в лісах — на Поліссі та Лісостепу, рідко | [ 43 ]             | …                            |            |
| 159 | Euphrasia officinalis L., у т. ч. Euphrasia rostkoviana Hayne, Euphrasia montana Jord. | На вологих луках і болотах — на Закарпатті, Карпатах, Прикарпатті Розточчя, Поліссі та Лісостепу | …                  | …                            |            |
| 160 | Очанка зальцбурзька Euphrasia salisburgensis Funck ex Hoppe | На скелях та кам'янистих місцях — у Карпатах (хр. Свидовець) | …                  | …                            |            |
| 161 | Петрів хрест лускатий Lathraea squamaria L. | У тінистих листяних лісах — на всій території | [ 44 ]             | …                            |            |
| 162 | Перестріч зеленоколосий Melampyrum chlorostachyum (Hohen.) Beauverd | ? | [ 45 ]             | …                            |            |
| 163 | Перестріч польовий Melampyrum arvense L., syn. Melampyrum argyrocomum Fisch. ex Steud. | На лісових галявинах, узліссях, луках, бур'яни в посівах — у західних районах та на Правобережжі, часто; значно рідше на Лівобережжі, у м. Криму та на Керченському півострові | [ 43 ]             | …                            |            |
| 164 | Перестріч гребенястий Melampyrum cristatum L. | На луках, галявинах, відкритих схилах — у Закарпатті, Прикарпатті, Поліссі, Лісостепу, зазвичай; на Лівобережжі, рідко | …                  | …                            |            |
| 165 | Перестріч скельний Melampyrum saxosum Baumg., syn. Melampyrum herbichii Woł. | На галявинах та гірських луках, у ялинових лісах — у Карпатах | …                  | …                            |            |
| 166 | Перестріч гайовий Melampyrum nemorosum L. | На лісових галявинах, серед чагарників — на Закарпатті, Карпатах, на Поліссі, у Розточчі та Лісостепу (крім Донецького Лісостепу), часто; у Степу; рідко на півночі Лівобережжя | …                  | …                            |            |
| 167 | Перестріч польський Melampyrum polonicum (Beauverd) Soó | На лісових галявинах, серед чагарників — у Закарпатті, Карпатах, західному Лісостепу | …                  | …                            |            |
| 168 | Перестріч лучний Melampyrum pratense L., у т. ч. Melampyrum vulgatum Pers. | У лісах, на галявинах і серед чагарників, на луках — на Розточчі і Поліссі, звичайно; у Лівобережному Лісостепу, рідко | …                  | …                            |            |
| 169 | Перестріч лісовий Melampyrum sylvaticum L. | У ялинових лісах — у Карпатах | …                  | …                            |            |
| 170 | Кравник липкий Odontites glutinosus (M.Bieb.) Benth. | На кам'янистих схилах та осипах, яйлах — у Криму, рідко | [ 42 ]             | …                            |            |
| 171 | Кравник жовтий Odontites luteus (L.) Clairv. | У степах, на схилах, відслоненнях, рідко на пісках, у лісах — у Лісостепу, Степу та Криму, звичайно; на півдні Полісся (м. Остер) і в Розточчі (Тернопільська обл., м. Кременець), рідко | …                  | …                            |            |
| 172 | Кравник весняний Odontites vernus (Bellardi) Dumort. | У посівах і на луках — Закарпатська обл., Берегівський р-н, с. Косині, Івано-Франківська обл. (Яремчанський р-н, смт Ворохта) та Львівська обл. | …                  | …                            |            |
| 173 | Кравник звичайний Odontites vulgaris Moench, у т. ч. Odontites salinus (Kotov) Kotov | На луках, по схилах, біля доріг — на всій території крім високогір'я Карпат | …                  | …                            |            |
| 174 | Вовчок єгипетський Orobanche aegyptiaca Pers. | У садах, на городах, біля доріг — у Криму, рідко (Бахчисарай, Сімферополь); ймовірно, адвентивний | [ 46 ]             | …                            |            |
| 175 | Вовчок капустяний Orobanche brassicae (Novopokr.) Novopokr. | На полях і городах; паразитує на коренях капусти, помідорах — у Степу (м. Одеса), рідко | …                  | …                            |            |
| 176 | Вовчок сизий Orobanche caesia Rchb. | У степах і на трав'янистих схилах — у Степу і Криму; паразитує на коренях полину | …                  | …                            |            |
| 177 | Вовчок тютюновий Orobanche mutelii F.W.Schultz | На кам'янистих схилах і біля доріг — у Криму в передгір'ях та на ПБК, зрідка; паразитує на коренях різних дикорослих та культурних рослин, особливо на тютюні | …                  | …                            |            |
| 178 | Вовчок дрібненький Orobanche nana Noë ex Rchb. | На кам'янистих схилах, серед чагарників — на ПБК, як правило; а також у передгір'ях (на Мангуп — Кале) та на Керченському півострові; паразитує на коренях різних дикорослих, переважно однорічних рослин (на окружкових, бобових та ін.)                                                          | …                  | …                            |            |
| 179 | Вовчок гостролопатевий Orobanche oxyloba (Reut.) Beck | На кам'янистих схилах, серед чагарників — на ПБК, рідко; паразитує на коренях дикорослих рослин | …                  | …                            |            |
| 180 | Вовчок гіллястий Orobanche ramosa L. | На полях, городах, біля доріг і кам'янистих схилах — на всій території, але на Закарпатті дуже рідко; паразитує на коренях культурних рослин (на тютюні, помідорах, соняшнику та ін.) і на дикорослих (на дурнишнику, кропиві та ін.)                                                              | …                  | …                            |            |
| 181 | Вовчок пісковий Orobanche arenaria Borkh. | На пісках, у степах, на схилах, серед чагарників — на Поліссі (рідко на Правобережжі), в Лісостепу і Степу; в Криму тільки в степовій частині; паразитує на кортах полину | [ 47 ]             | …                            |            |
| 182 | Orobanche artemisiae-campestris Vaucher ex Gaudin, syn. Orobanche loricata Rchb. | ? | [ 48 ]             | …                            |            |
| 183 | Orobanche centaurina Bertol., syn. Orobanche kochii F.W.Schultz | ? | [ 49 ]             | …                            |            |
| 184 | Orobanche gussoneana (Lojac.) ined., syn. Phelipanche schultzioides M.J.Y.Foley | ? | [ 50 ]             | …                            |            |
| 185 | Вовчок білий Orobanche alba Stephan ex Willd., у т. ч. Orobanche subalpina Herbich | На кам'янистих схилах, особливо вапнякових і крейдяних, у степах, серед чагарників — майже на всій території, але на захід трапляється рідше; паразитує на коренях шавлії та чебрецю | [ 51 ]             | …                            |            |
| 186 | Вовчок підмаренниковий Orobanche caryophyllacea Sm. | На лісових галявинах, серед чагарників, на сухих луках, в степах, на відслоненнях крейди і вапняку — у Карпатах (Закарпатська обл.), рідко; на Поліссі (пд. ч.), в Лісостепу, Степу (пн. ч. Миколаївської та Херсонської обл.); паразитує на коренях підмаренника                                  | …                  | …                            |            |
| 187 | Вовчок пониклий Orobanche cernua Loefl. | На кам'янистих схилах, скелях, серед чагарників — на ПБК та Керченському півострові (мис Казантип), часто; паразитує на корінні лактука прутоподібного | …                  | …                            |            |
| 188 | Вовчок синюватий Orobanche coerulescens Stephan | На пісках, у степах, на кам'янистих схилах — в Розточчі (Кременець, Тернопільська обл.), Лісостепу (на Поділлі) і Степу, розсіяно; паразитує на коренях полинів | …                  | …                            |            |
| 189 | Вовчок стрункий Orobanche gracilis Sm. | На трав'янистих і кам'янистих схилах, галявинах, біля доріг, на полях — у Карпатах і Розточчі-Опіллі, на ПБК; паразитує на коренях бобових | …                  | …                            |            |
| 190 | Вовчок жовтий Orobanche lutea Baumg. | На гірських луках, галявинах, трав'янистих схилах, відслоненнях крейди і вапняку, полях люцерни — Карпати, Лісостеп, Степ (Дніпропетровська обл.), Крим (на яйлі), рідко; паразитує на коренях люцерни                                                                                             | …                  | …                            |            |
| 191 | Вовчок сітчастий Orobanche reticulata Wallr., у т. ч. Orobanche pallidiflora Wimm. & Grab. | На субальпійських луках — у Карпатах, рідко; паразитує на коренях свербіжниць (Knautia) і коростянок (Scabiosa) | …                  | …                            |            |
| 192 | Вовчок гірчанковий Orobanche picridis-hieracioidis Holandre, syn. Orobanche picridis F.W.Schultz | На трав'янистих схилах, біля доріг, по краях полів — у Розточчі-Опіллі (ок. м. Львова); паразитує на корінні гірчака | …                  | …                            |            |
| 193 | Вовчок фіолетовий Orobanche purpurea Jacq. | У степах і на трав'янистих схилах — західному Лісостепу, Степу та Криму; паразитує на коренях деревію, піретруму, полину | …                  | …                            |            |
| 194 | Вовчок соняшниковий Orobanche cumana Wallr., у т. ч. Orobanche sarmatica Kotov | На полях, городах, біля доріг — у Закарпатській обл. (Ужгородський р-н, с. Дравці), дуже рідко; у Лісостепу, Степу та Криму, звичайно | …                  | …                            |            |
| 195 | Вовчок самосиловий Orobanche teucrii Holandre | На скелях і кам'янистих схилах — у Карпатах (хр. Свидовець), Розточчя-Опілля (Львівська область, м. Львів; Золочівський р-н, с. Червоне); паразитує на корінні дубровника | …                  | …                            |            |
| 196 | Вовчок ельзаський Orobanche alsatica Kirschl. | На схилах і в чагарниках — на Правобережжі Україна, крім Карпат, рідко; паразитує на коренях смовді | [ 28 ]             | …                            |            |
| 197 | Вовчок зарубчастий Orobanche crenata Forssk. | На кам'янистих схилах та лісових галявинах — у гірському Криму, звичайно; паразитує на коренях багаторічних видів бобових (конюшина, вика) | …                  | …                            |            |
| 198 | Вовчок високий Orobanche elatior Sutton | На степових і кам'янистих схилах — Закарпатська обл. (хр. Свидовець; Тячівський р-н, с. Німецька Мокра), рідко; у Лісостепу, Степу, і Криму, б.-м. звичайно; паразитує на коренях волошок і головатенів                                                                                            | …                  | …                            |            |
| 199 | Вовчок кременовий Orobanche flava Mart. ex F.W.Schultz | Біля берегів гірських струмків та річок — у Карпатах (Закарпатська обл.-хр. Свидовець, с. Кваси, смт Ясіня, м. Мукачево, Апшинецька улоговина; Чернівецька обл., Вижницький р-н, Гірничо-Кутське лісництво, с. Шепіт); паразитує на корінні підбіла та мати-й-мачухи                               | …                  | …                            |            |
| 200 | Вовчок плющовий Orobanche hederae Duby | У лісах та парках — на ПБК, звичайно; паразитує на корінні плюща | …                  | …                            |            |
| 201 | Вовчок малий Orobanche minor Sm. | На кам'янистих схилах, галявинах, серед чагарників, у садах та парках — у Карпатах, Розточчі-Опіллі (ок. м. Львова) та Криму (у передгір'ях та на ПБК), рідко; паразитує на корінні конюшини | …                  | …                            |            |
| 202 | Вовчок пухнастий Orobanche pubescens d'Urv. | На кам'янистих схилах, серед чагарників, біля доріг та житла — у Криму (у передгір'ях, ок. Керчі та на ПБК), зрідка; паразитує на коренях парасолькових та складноцвітих | …                  | …                            |            |
| 203 | Шолудивник Кауфмана Pedicularis kaufmannii Pinzger | На луках, у степах, на лісових галявинах, серед чагарників — у Лісостепу і на півночі Степу, звичайно; на Поліссі, рідко | [ 52 ]             | …                            |            |
| 204 | Шолудивник чубатий Pedicularis comosa L. | На кам'янистому ґрунті — у високогірському поясі східної частини Закарпаття | [ 53 ]             | …                            |            |
| 205 | Шолудивник пухнастоколосий Pedicularis dasystachys Schrenk | На солонцях, засолених та заливних луках — у степовій смузі в басейні Сів. Дінця та лівих приток Дніпра — Ворскли, Орелі та Самари | [ 44 ]             | …                            |            |
| 206 | Шолудивник Гакетта Pedicularis hacquetii Graf, syn. Pedicularis exaltata Besser | У горах, на скелях та луках — у Карпатах, нерідко, на Правобережному Лісостепу (Тернопільська обл., м. Кременець), дуже рідко. У ЧКУ має статус «вразливий» | …                  | …                            |            |
| 207 | Шолудивник Едера Pedicularis oederi Vahl | На скелях та осипах у високогір'ї — у Карпатах, рідко (гори Чорногора, Говерла, Піп Іван). У ЧКУ має статус «зникаючий» | …                  | …                            |            |
| 208 | Шолудивник болотяний Pedicularis palustris L. | На луках, болотах та торфовищах — у горах Карпат, рідко (с. Ганьковиця Свалявського р-ну; с. Синевирська Поляна Міжгірського р-ну та біля оз. Синевир); в Опіллі, зрідка; у Поліссі та Лісостепу, б.-м. часто (південні місця: Львів, Волочиськ, Хмельницький, Чигирин, Полтава, Зміїв, Вовчанськ) | …                  | …                            |            |
| 209 | Шолудивник королівський Pedicularis sceptrum-carolinum L. | На болотистих місцях, вологих луках — на Поліссі та Лісостепу, розсіяно; у Прикарпатті, рідко. У ЧКУ має статус «вразливий» | …                  | …                            |            |
| 210 | Шолудивник південний Pedicularis sibthorpii Boiss. | На трав'янистих схилах, у світлих лісах — у гірському Криму, звичайно; особливо на яйлах | …                  | …                            |            |
| 211 | Шолудивник лісовий Pedicularis sylvatica L. | На болотах та вологих луках — у Розточсько-Опільських Лісах та Карпатах (Рахівський р-н, смт Ясіня, Апшинецька улоговина, долина р. Чорної Тиси). У ЧКУ має статус «вразливий» | …                  | …                            |            |
| 212 | Шолудивник кільчастий Pedicularis verticillata L. | На гірських луках та скелях — у високогір'ях Карпат, часто | …                  | …                            |            |
| 213 | Накорінниця червона Phelypaea coccinea (M.Bieb.) Poir. | На кам'янистих та щебенистих схилах, лісових галявинах — у середньому та верхньому поясі гірського Криму, зрідка; паразитує на корінні волошок. У ЧКУ має статус «зникаючий» | [ 46 ]             | …                            |            |
| 214 | Накорінниця Олени Phelypaea helenae Popl. ex Sukaczev | На кам'янистих схилах — у гірському Криму у верхньому лісовому поясі, по правому березі р. Альми в Алуштинському заповідно-мисливському господарстві; ендемік Криму; паразитує на корінні волошок                                                                                                  | …                  | …                            |            |
| 215 | Дзвінець великий Rhinanthus alectorolophus (Scop.) Pollich | ? | [ 54 ]             | …                            |            |
| 216 | Rhinanthus vassilczenkoi Ivanina & Karasjuk | ? | [ 55 ]             | …                            |            |
| 217 | Rhinanthus major L., у т. ч. Rhinanthus aestivalis (N.W.Zinger) Schischk. & Serg., Rhinanthus angustifolius C.C.Gmel., Rhinanthus apterus (Fr.) Ostenf., Rhinanthus serotinus (Schönh.) Oborný, Rhinanthus vernalis (N.W.Zinger) Schischk. & Serg. | На луках, лісових галявинах — майже на всій території, але в Степу зрідка | [ 52 ]             | …                            |            |
| 218 | Дзвінець альпійський Rhinanthus riphaeus Krock., syn. Rhinanthus alpinus Baumg. | На гірських альпійських та субальпійських луках — у Карпатах | …                  | …                            |            |
| 219 | Дзвінець Борбаша Rhinanthus borbasii (Dörfl.) Soó, у т. ч. Rhinanthus songaricus (Sterneck) B.Fedtsch. | На засолених луках і солончаках — у Степу (Херсонська обл., Олешківські піски) і Криму, рідко | …                  | …                            |            |
| 220 | Дзвінець крейдяний Rhinanthus cretaceus Vassilcz. | На крейдяних схилах — у Донецькій обл. У ЧКУ має статус «недостатньо відомий» | …                  | …                            |            |
| 221 | Дзвінець вузьколистий Rhinanthus glacialis Personnat | На кам'янистих схилах — у Карпатах | …                  | …                            |            |
| 222 | Дзвінець малий Rhinanthus minor L., у т. ч. Rhinanthus nigricans Meinsh. | На луках — у більшій частині території, крім пд. ч. степу і Криму | …                  | …                            |            |
| 223 | Дзвінець шилуватий Rhinanthus subulatus (Chabert) Soó, syn. Rhinanthus pectinatus (Behrendsen) Vassilcz. | На галявинах і узліссях, у листяних лісах — у Криму | …                  | …                            |            |
| 224 | Тоція гірська Tozzia alpina L. | У гірських лісах, субальпійському поясі — у Карпатах (Закарпатська обл.) | [ 43 ]             | …                            |            |
| 225 | Виринниця тупоплода Callitriche cophocarpa Sendtn. | У малих річках, канавах, заводях, болотах — на всій території, розсіяно | [ 16 ]             | Подорожникові Plantaginaceae |            |
| 226 | Виринниця гачкувата Callitriche hamulata Kütz. ex W.D.J.Koch | У водоймах лівобережного лісостепу (передмістя Харкова) | …                  | …                            |            |
| 227 | Виринниця двостатева Callitriche hermaphroditica L. | У озерах, стоячих водоймах і повільних річках, нерідко утворює значні підводні зарості — майже по всій Україні спорадично; в Криму, сумнівно | …                  | …                            |            |
| 228 | Виринниця болотна Callitriche palustris L. | У канавах, ставках, дрібних озерах і річках, на болотах — досить звичайно в Західній Україні, на Поліссі та в лісостепу, рідше в степу, зрідка в гірському Криму | …                  | …                            |            |
| 229 | Виринниця ставкова Callitriche stagnalis Scop. | У стоячих водоймах, в тому числі гірських лісових озерах, на вологих і заволожених місцях — зрідка в Закарпатті, лісових і лісостепових районах, гірському Криму | …                  | …                            |            |
| 230 | Наперсник великоцвітий Digitalis grandiflora Mill. | У лісах, серед чагарників — на Закарпатті, Карпатах, Прикарпатті, Розточчі, на Поліссі та у Лісостепу | [ 56 ]             | …                            |            |
| 231 | Кулівниця волосистоцвіта Globularia trichosantha Fisch. & C.A.Mey. | На кам'янистих схилах — у горах Криму, рідко | [ 30 ]             | …                            |            |
| 232 | Авран лікарський Gratiola officinalis L. | На вологих місцях, на берегах річок, на луках — на всій території, звичайно; у Криму, рідко | [ 31 ]             | …                            |            |
| 233 | Водяна сосонка звичайна Gratiola officinalis L. | Болотами, ставками, озерами, річками, на сирих луках — на всій території, звичайно; крім Полинного Степу; у Криму, ймовірно, як заносне | [ 57 ]             | …                            |            |
| 234 | Льонець кавказький Kickxia caucasica (Muss.Puschk. ex Spreng.) Kuprian. | На річкових берегах, садах — у південному Криму і передгір'ях. Занесено в Запорізьку область | [ 58 ]             | …                            |            |
| 235 | Льонець списолистий Kickxia elatine (L.) Dumort. | На полях, засмічених місцях — у Закарпатській області, на рівнині рідко | …                  | …                            |            |
| 236 | Льонець несправжній Kickxia spuria (L.) Dumort. | У садах, на полях, на березі моря — у Криму (передгір'я, ПБК та Керченський півострів), рідко | …                  | …                            |            |
| 237 | Льонок бессарабський Linaria bessarabica Kotov | На кам'янистих схилах та полянах — у Степу, дуже рідко (Одеська обл., Тарутинський р-н, с. Лісове). У ЧКУ має статус «недостатньо відомий» | [ 59 ]             | …                            |            |
| 238 | Льонок Біберштайна Linaria biebersteinii Besser, у т. ч. Linaria maeotica Klokov | На сухих степах, перелогах і біля доріг — на південному заході та півдні степової смуги нерідко; у Степовому Криму дуже рідко (в Присивашші, околиці с. Солоне Озеро) | …                  | …                            |            |
| 239 | Льонок крейдяний Linaria cretacea Fisch. ex Spreng. | На мергелях і крейді — у донецькому Лісостепу (Харківська, Луганська, Донецька області). У ЧКУ має статус «вразливий» | …                  | …                            |            |
| 240 | Льонок дроколистий Linaria genistifolia (L.) Mill., у т. ч. Linaria concolor Griseb., Linaria euxina Velen., Linaria pontica Kuprian., Linaria syspirensis K.Koch                                                                                  | На пісках, схилах, кам'янистих відслоненнях — на більшій частині території крім Карпат і прилеглих до них районів Криму | …                  | …                            |            |
| 241 | Льонок довгохвостий Linaria macroura (M.Bieb.) M.Bieb. | На степах і перелогах — на Правобережжі, зрідка; на півдні в Одеській, Миколаївській, Кіровоградській та Херсонській областях; на Лівобережжі в Луганській і Харківській областях; в Криму, більш-менш звичайно                                                                                    | …                  | …                            |            |
| 242 | Linaria odora (M.Bieb.) Fisch., syn. Linaria dulcis Klokov | На річкових пісках та в соснових борах — у басейнах Дніпра та Сів. Дінця, Лісостепу (на півдні) та Степу | …                  | …                            |            |
| 243 | Льонок пісковий Linaria sabulosa Czern. ex Klokov | На приморських пісках — у Степовому Криму (Керченський та Тарханкутський півострова та ок. Євпаторії) та передгір'ях (Севастополь, Балаклава), зрідка; ендемік Криму | …                  | …                            |            |
| 244 | Льонок звичайний Linaria vulgaris Mill. | На полях, відкритих схилах, уздовж доріг, лісових галявинах | …                  | …                            |            |
| 245 | Льонок простий Linaria simplex Desf. | На кам'янистих бур'янах — у Криму в передгір'ях і на ПБК, зрідка | [ 58 ]             | …                            |            |
| 246 | Вушкоцвіт малий Chaenorhinum minus (L.) Lange, у т. ч. Chaenorhinum klokovii Kotov | На полях і кам'янистих місцях — на більшій частині території, але на півдні та в Криму рідко | [ 59 ]             | …                            |            |
| 247 | Польові ротики звичайні Misopates orontium (L.) Raf. | На сміттєвих кам'янистих схилах, у посівах — у Закарпатській, Одеській, Миколаївській та Кримській областях (на ПБК в ок. Магарача та смт Фрунзенського), рідко | [ 59 ]             | …                            |            |
| 248 | Подорожник найвищий Plantago altissima L. | На луках, пасовищах, берегах річок — на Прикарпатті та Закарпатті, зрідка | [ 30 ]             | …                            |            |
| 249 | Подорожник пісковий Plantago indica L., syn. Plantago arenaria Waldst. & Kit. | На пісках, уздовж доріг, на засмічених місцях — на всій території, в гірських районах — тільки в передгір'ях | …                  | …                            |            |
| 250 | Подорожник почорнілий Plantago atrata Hoppe | На гірських луках, кам'янистих схилах — у Карпатах | …                  | …                            |            |
| 251 | Подорожник перистий Plantago coronopus L. | На пісках, сухих схилах, морським узбережжям — у Криму (ок. Севастополя), дуже рідко | …                  | …                            |            |
| 252 | Подорожник ланцетолистий Plantago lanceolata L., syn. Plantago dubia L. | На лісових узліссях, трав'янистих і кам'янистих схилах — на всій території | …                  | …                            |            |
| 253 | Подорожник тонкоколосий Plantago tenuiflora Waldst. & Kit. | На солонцях, солончаках, солонцюватих луках — на півдні Лісостепу, зрідка; у Степу, частіше | …                  | …                            |            |
| 254 | Подорожник морський Plantago maritima L., у т. ч. Plantago neumannii Opiz | ? | [ 60 ]             | …                            |            |
| 255 | Подорожник Корнута Plantago cornuti Gouan | На солонцюватих луках і солончаках — на півдні Лісостепу, в Степу, степовому Криму, зрідка | [ 27 ]             | …                            |            |
| 256 | Подорожник великий Plantago major L. | На пустирях, бур'янах, уздовж доріг, у посівах, на луках — на всій території, звичайно | …                  | …                            |            |
| 257 | Подорожник найбільший Plantago maxima Juss. ex Jacq. | На солонцюватих луках — на півдні Лісостепу та в Степу, зрідка | …                  | …                            |            |
| 258 | Подорожник середній Plantago media L. | На луках, у розріджених лісах, на трав'янистих схилах, вздовж доріг — на всій території | …                  | …                            |            |
| 259 | Подорожник Шварценберга Plantago schwarzenbergiana Schur | На солончакових луках — у Правобережному Степу, дуже рідко (Миколаївська обл., Баштанський р-н, у центральній частині р. Інгула) | …                  | …                            |            |
| 260 | Подорожник степовий Plantago urvillei Opiz, syn. Plantago stepposa Kuprian. | На степах, остепнених луках, кам'янистих схилах — на Закарпатті, рідко; у південних районах Лісостепу; у Степу та Степовому Криму, часто | …                  | …                            |            |
| 261 | Вероніка щебрушколиста Veronica acinifolia L. | На відкритих місцях, бур'ян — у Закарпатті (Ужгородський р-н, с. Невицьке) та Криму (передгір'я та ПБК), рідко | [ 61 ]             | …                            |            |
| 262 | Вероніка мілководна Veronica anagalloides Guss. | На мілинах та сирих смугах біля води — на всій території | …                  | …                            |            |
| 263 | Вероніка польова Veronica arvensis L. | На полях, схилах, лесоподібних пагорбах піднімається в гори — на Закарпатті (Мукачево), рідко; в інших районах, звичайно | …                  | …                            |            |
| 264 | Вероніка струмкова Veronica beccabunga L. | На берегах струмків, канав, річок, на болотах — на всій території, але в Криму рідко, тільки в передгір'ях на ПБК | …                  | …                            |            |
| 265 | Вероніка Діленія Veronica dillenii Crantz | На сухих схилах та оголеннях, на пісках, у борах — у Закарпатті (Ужгородський р-н, с. Доманинці), дуже рідко; на Поліссі, Лісостепу, Степу, нерідко; у Криму на яйлі (Микитська яйла, Демерджі-яйла), дуже рідко                                                                                   | …                  | …                            |            |
| 266 | Вероніка тирличева Veronica gentianoides Vahl | На гірських луках, лісових галявинах і на узліссях лісів, у садах, парках — у Криму на яйлі та у верхньому лісовому поясі, зазвичай; занесено на Закарпаття (м. Рахів) | …                  | …                            |            |
| 267 | Вероніка рання Veronica praecox All. | На степах і кам'янистих схилах — у Лісостепу (на півдні), Степу та Криму | …                  | …                            |            |
| 268 | Вероніка щиткова Veronica scutellata L. | На сирих луках, краях боліт і озер, заболочених берегах річок — у більшій частині України, але в степу рідко; в гірському Криму (Караголь, озеро на горі Кастель під Чатир-Дагом) дуже рідко | …                  | …                            |            |
| 269 | Вероніка чебрецелиста Veronica serpyllifolia L. | На сирих луках, лісових галявинах, серед чагарників, біля доріг — майже на всій території, але у Степу рідко (на півдні сягає ок. м. Новомосковська Дніпропетровської обл. по р. Самарі), після перерви з'являється у гірському Криму, де рідкісний                                                | …                  | …                            |            |
| 270 | Вероніка трилиста Veronica triphyllos L. | На степових і кам'янистих схилах, пустирях, біля доріг — у Степу та Криму, звичайно; занесена до Закарпатської (м. Виноградів, Ужгород, Ужгородський р-н, с. Оноківці), Житомирської (Житомир), Рівненської (Рівне) області                                                                        | …                  | …                            |            |
| 271 | Вероніка весняна Veronica verna L. | На полях, сухих луках, кам'янистих схилах — майже на всій території, але в Закарпатті (Рахівський р-н, с. Росішка), рідко; відсутня у високогір'ї Карпат | …                  | …                            |            |
| 272 | Вероніка прибережна Veronica anagallis-aquatica L., у т. ч. Veronica lysimachioides Boiss. | На берегах струмків, у канавах, у воді — на всій території, але в Криму рідко | [ 62 ]             | …                            |            |
| 273 | Вероніка рільна Veronica agrestis L. | На відкритих місцях, бур'ян — у Закарпатті (Ужгородський р-н, с. Невицьке) та Криму (передгір'я та ПБК), рідко | [ 63 ]             | …                            |            |
| 274 | Вероніка плющолиста Veronica hederifolia L. | На кам'янистих схилах, у чагарниках, садах, біля доріг — майже на всій території, крім Карпат; у Криму, часто | …                  | …                            |            |
| 275 | Вероніка тьмяна Veronica opaca Fr. | На полях, перелогах — у пн. ч. Волинської, Рівненської, Житомирської, Харківської (Мерефа, Харків) областей, рідко | …                  | …                            |            |
| 276 | Вероніка блискуча Veronica polita Fr. | На відкритих місцях, серед чагарників — у західних областях (Мукачево, Ужгород, Ужгородський р-н, с. Велика Добронь) та на Поліссі, рідко; в інших районах, б. м. звичайно | …                  | …                            |            |
| 277 | Вероніка трилопатева Veronica triloba (Opiz) Opiz | На скелях — у Закарпатській обл. (Ужгородський р-н, с. Оноківці), рідко | …                  | …                            |            |
| 278 | Вероніка альпійська Veronica alpina L. | На скелях — у високогірному поясі Карпат повсюдно по всіх гірських хребтах, за винятком східних Бескидів та масиву Рівного | [ 64 ]             | …                            |            |
| 279 | Вероніка стокроткова Veronica bellidioides L. | На субальпійських та альпійських луках, треді жерепа — у Карпатах (гори Томнатик, Труфанець — хр. Свидовець, Піп Іван Мармароський). У ЧКУ має статус «зникаючий» | …                  | …                            |            |
| 280 | Вероніка кущикова Veronica fruticans Jacq. | На кам'янистих місцях, особливо на вапняках, у горах — в альпійському та субальпійському поясах Карпат (Чивчинські гори, гори Піп Іван Мармароський, Говерла, Петрошул, Петрос). У ЧКУ має статус «рідкісний»                                                                                      | …                  | …                            |            |
| 281 | Вероніка сива Veronica incana L., syn. Veronica semiglabrata Ostapko | У борах, суборях, на пісках, кам'янистих схилах, степах — у Закарпатській обл. і на Поліссі, часто; у Лісостепу, значно рідше; у Криму, зрідка у передгір'ях | …                  | …                            |            |
| 282 | Вероніка довголиста Veronica longifolia L. | На луках, у заплавних лісах, біля берегів річок та у чагарниках — на б. ч. території | …                  | …                            |            |
| 283 | Вероніка зозулинцева Veronica orchidea Crantz | На лісових галявинах, відкритих схилах — у Закарпатті, Прикарпатті, Волинської та Правобережного Лісостепу | …                  | …                            |            |
| 284 | Вероніка колосиста Veronica spicata L. | На лісових галявинах, у степах та горах — у Прикарпатті, Лісостепу, Степу та більш південних лісових районах | …                  | …                            |            |
| 285 | Вероніка несправжня Veronica spuria L. | На лісових узліссях, серед чагарників — на Поліссі; зрідка на півдні, в Лісостепу та Степу (крім крайнього півдня та Криму) | …                  | …                            |            |
| 286 | Вероніка безлиста Veronica aphylla L. | На скелях — у субальпійському та альпійському поясах Карпат (хр. Свидовець). У ЧКУ має статус «рідкісний» | [ 65 ]             | …                            |            |
| 287 | Вероніка австрійська Veronica austriaca L., у т. ч. Veronica jacquinii Baumg. | У степах, на схилах, оголеннях крейди, вапняку та узліссях лісів — у Лісостепу, Степу та Криму, часто | …                  | …                            |            |
| 288 | Вероніка Баумгартена Veronica baumgartenii Roem. & Schult. | На скелях та кам'янистих місцях — у Карпатах, у високогір'ї (Івано-Франківська та Закарпатська області) | …                  | …                            |            |
| 289 | Вероніка дібровна Veronica chamaedrys L. | На відкритих місцях, лісових галявинах, серед чагарників — на всій території | …                  | …                            |            |
| 290 | Вероніка гірська Veronica montana L. | У тінистих лісах — у Карпатах і прилеглих до них районах часто; на Поліссі дуже рідко (Житомир); у західному Лісостепу (Хмельницька обл.) | …                  | …                            |            |
| 291 | Вероніка лікарська Veronica officinalis L. | У світлих лісах, на узліссях, луках — на Закарпатті, Карпатах, Поліссі, Лісостепу, часто; на півночі Степу, рідко; у Криму в горах | …                  | …                            |            |
| 292 | Вероніка лежача Veronica prostrata L. | На лісових галявинах, узліссях, трав'янистих схилах, суходолових луках — на Закарпатті та Поліссі, рідко; в Розточчі, Лісостепу та Степу, б. м. звичайно | …                  | …                            |            |
| 293 | Вероніка скардська Veronica scardica Griseb. | На сирих луках — у Лівобережній Леяєпі (Харківська обл., Харківський р-н, с. Артемівна), дуже рідко | …                  | …                            |            |
| 294 | Вероніка кримська Veronica taurica Willd. | На кам'янистих та щебенистих схилах — у Криму часто | …                  | …                            |            |
| 295 | Вероніка широколиста Veronica teucrium L. | На лісових галявинах, в чагарниках, на схилах — на всій території | …                  | …                            |            |
| 296 | Вероніка довгоквітконіжкова Veronica peduncularis M.Bieb., syn. Veronica umbrosa M.Bieb. | У тінистих лісах та на скелях — у Донецькому Лісостепу, рідко (Ворошиловградська обл., Лисичанський р-н); по всьому гірському Криму, часто | …                  | …                            |            |
| 297 | Вероніка кропиволиста Veronica urticifolia Jacq. | У гірських лісах та серед чагарників — у Карпатах, звичайно | …                  | …                            |            |
| 298 | Вероніка Баррельє Veronica barrelieri H.Schott ex Roem. & Schult. | ? | [ 66 ]             | …                            |            |
| 299 | Veronica catenata Pennell | ? | [ 67 ]             | …                            |            |
| 300 | Вероніка крейдяна Veronica cretacea Ostapko | ? | [ 68 ]             | …                            |            |
| 301 | Veronica cymbalaria Bodard | Крим | [ 69 ]             | …                            |            |
| 302 | Вероніка донецька Veronica donetzica Ostapko | ? | [ 70 ]             | …                            |            |
| 303 | Veronica multifida L. | ? | [ 71 ]             | …                            |            |
| 304 | Вероніка східна Veronica orientalis Mill. | Крим | [ 72 ]             | …                            |            |
| 305 | Veronica sublobata M.A.Fisch. | ? | [ 73 ]             | …                            |            |
| 306 | Мулянка водяна Limosella aquatica L. | У долинах річок і струмків, подах, на вологому ґрунті — у Закарпатті, басейнах Дністра, Дніпра, зазвичай; на берегах Сів. Дінцю, рідше | [ 31 ]             | Ранникові (Scrophulariaceae) |            |
| 307 | Ранник собачий Scrophularia canina L., у т. ч. Scrophularia bicolor Sibth. & Sm. | На кам'янистих місцях — на ПБК та в передгір'ях, часто; на яйлах і Тарханкутському півострові, рідко | [ 63 ]             | …                            |            |
| 308 | Ранник крейдяний Scrophularia cretacea Fisch. ex Spreng. | На крейдяних оголеннях — у басейні Сів. Дінця. У ЧКУ має статус «неоцінений» | …                  | …                            |            |
| 309 | Ранник тонкий Scrophularia exilis Popl. | На осипах кам'янистих порід на яйлі — у гірському Криму (Кримське заповідно-мисливське господарство, Гурзуфське Сідло, у верхів'ях р. Авенди); ендемік Криму | …                  | …                            |            |
| 310 | Ранник вузлуватий Scrophularia nodosa L. | У лісах, на лісових узліссях, серед чагарників, на луках — на Закарпатті та Карпатах, крім високогір'я; все в. ч. звичайно; на півдні Степу в гірському Криму, крім передгір'їв, рідко | …                  | …                            |            |
| 311 | Ранник скельний Scrophularia rupestris M.Bieb. ex Willd., syn. Scrophularia donetzica Kotov | На скелях та кам'янистих схилах — у Криму, звичайно; на південному сході Донецького кряжу. У ЧКУ має статус «неоцінений» | …                  | …                            |            |
| 312 | Ранник Скополі Scrophularia scopolii Hoppe ex Pers. | У гірських лісах — у Карпатах і Криму | …                  | …                            |            |
| 313 | Ранник затінковий Scrophularia oblongifolia Loisel., syn. Scrophularia umbrosa Dumort. | На берегах річок і струмків у вологих місцях — на Закарпатті в Мармарошській улоговині, на берегах річки Тиси, рідко; в Поліссі та Лісостепу, нерідко; в Степу та горах Криму, рідко | …                  | …                            |            |
| 314 | Ранник весняний Scrophularia vernalis L. | На кам'янистих місцях, у лісах та серед чагарників — у пд. ч. Лісостепу та пн.-сх. ч. Степу, зрідка. У ЧКУ має статус «вразливий» | …                  | …                            |            |
| 315 | Ранник гранітний Scrophularia granitica Klokov & Krasnova | На Приазовській височині у середній течії р. Кальміусу між селами Староласпою та Гранітним; на Донецькому кряжі вздовж р. Нагольної в окол. смт Нагально-Тарасівка Антрацитівського р-ну Луганської обл.; росте поодиноко чи невеликими групами. У ЧКУ має статус «недостатньо відомий»            | ЧКУ                | …                            |            |
| 316 | Ранник різнолистий Scrophularia heterophylla Willd. | Крим | [ 74 ]             | …                            |            |
| 317 | Scrophularia olympica Boiss. | Крим | [ 75 ]             | …                            |            |
| 318 | Дивина банатська Verbascum banaticum Schrad. | На прирічних пісках — у Степу, на Одещині (Кілійський р-н, м. Вилкове, гирло Дунаю) та Херсонській областях (Голопристанський р-н, м. Гола Пристань, с. Збур'ївка; м. Цюрупинськ) | [ 76 ]             | …                            |            |
| 319 | Дивина Ше Verbascum chaixii Vill., у т. ч. Verbascum laxum Fil. & Jáv. | На узліссях, серед чагарників, дуже рідко — Донецький Лісостеп (Донецька обл., Амвросіївський р-н, с. Дмитрівка на р. Міусі). У ЧКУ має статус «зникаючий» | …                  | …                            |            |
| 320 | Дивина густоквіткова Verbascum densiflorum Bertol. | На галявинах, узліссях, полях, пісках і біля доріг — на рівнині й у передгір'ях Карпат, у зх. Лісостепу, Степу та Криму, звичайна | …                  | …                            |            |
| 321 | Дивина оголена Verbascum glabratum Friv. | На вапнякових схилах та скелях, у буково-дубових лісах — Закарпатська обл., с. Ділове, рідко | …                  | …                            |            |
| 322 | Дивина сухоцвітова Verbascum gnaphalodes M.Bieb. | На приморських річкових пісках та галечниках — на ПБК (ок. Ялти), дуже рідко | …                  | …                            |            |
| 323 | Дивина вовниста Verbascum lanatum Schrad. | На лісових галявинах — у передгірному поясі Карпат, зрідка; у Закарпатській обл. (Рахівський р-н, смт Ясіня; Великоберезнянський р-н, с. Малий Березний) та Чернівецькій областях (Путильський р-н, с. Селятин, с. Шепіт)                                                                          | …                  | …                            |            |
| 324 | Дивина волотиста Verbascum lychnitis L. | На лісових галявинах, відкритих схилах, уздовж доріг — на всій території, зазвичай; у Криму тільки в передгір'ях на яйлі, рідко | …                  | …                            |            |
| 325 | Дивина чорна Verbascum nigrum L. | На лісових галявинах, узліссях, серед чагарників та садах — на б. ч. території, крім Криму; у Степу, дуже рідко (Дніпропетровська обл., м. Новомосковськ; Миколаїв) | …                  | …                            |            |
| 326 | Дивина звичайна Verbascum phlomoides L. | На сухих схилах, серед чагарників, на пісках, біля доріг — на всій території, але на Закарпатті рідкісний (м. Виноградів, Великоберезнянський р-н, с. Малий Березний) | …                  | …                            |            |
| 327 | Дивина перистороздільна Verbascum pinnatifidum Vahl | На приморських пісках — на берегах Чорного й Азовського морів і на Арабатській Стрілці | …                  | …                            |            |
| 328 | Дивина викроєна Verbascum sinuatum L. | На полях і схилах, біля доріг — у Криму, передусім на ПБК; заноситься на північ (м. Мелітополь Запорізької обл.) | …                  | …                            |            |
| 329 | Дивина гарна Verbascum speciosum Schrad. | На кам'янистих місцях і пагорбах — у басейнах Дністра та Південного Бугу в Тернопільській, Вінницькій i Одеській областях | …                  | …                            |            |
| 330 | Дивина ведмеже вухо Verbascum thapsus L. | На відкритих піщаних та кам'янистих місцях, лісових галявинах — на Закарпатті, Карпатах, на Поліссі, звичайно; в 3. Лісостепу, Правобережному Лісостепу та на яйлах у Криму рідкісний | …                  | …                            |            |
| 331 | Дивина тарганяча Verbascum blattaria L. | У засолених вологих місцях, на луках, біля берегів рік — на більшій частині території, крім Карпат і Полісся, але зростає в Закарпатті | [ 58 ]             | …                            |            |
| 332 | Дивина східна Verbascum orientale (L.) All., syn. Celsia orientalis L. | На скелястих схилах — на ПБК (від Севастополя до Микити) | …                  | …                            |            |
| 333 | Дивина овальнолиста Verbascum ovalifolium Donn ex Sims | У степах, на відкритих трав'янистих схилах, рідше на засмічених місцях; зростає поодиноко — на півдні Степу і в Криму, рідко. Заноситься на північ і по залізницях (Дніпропетровська обл., Синельниківський р-н, с. Варварівка; Запорізька обл., Мелітопольський р-н, с. Воскресенка)              | …                  | …                            |            |
| 334 | Дивина фіолетова Verbascum phoeniceum L. | На лісових галявинах, схилах, луках; зростає поодиноко або розсіяно — у Закарпатській обл., рідко; в інших областях б.-м. звичайно | …                  | …                            |            |
| 335 | Дивина пірамідальна Verbascum pyramidatum M.Bieb. | На кам'янистих та сухих схилах, лісових галявинах — на ПБК, часто | …                  | …                            |            |
| 336 | Дивина показна Verbascum salgirensis Soldano, syn. Verbascum spectabile M.Bieb. | На лісових узліссях, галявинах, скелях — у гірському Криму та передгір'ях, звичайно | …                  | …                            |            |
| 337 | Вербена лікарська Verbena officinalis L. | На луках, лісових узліссях, бур'янах — на всій території | [ 27 ]             | Вербенові Verbenaceae        |            |
| 338 | Вербена лежача Verbena supina L. | На піщаних місцях, в подах, біля доріг, на засмічених місцях — у Степу (на півдні), Степовому Криму (в околиці Джанкоя і Євпаторії і від Феодосії до Керчі) | …                  | …                            |            |